# Дональд Камерон, 24-й Лохіл
До́нальд Ка́мерон, 24-й Лохіл (англ. Donald Cameron, 24th Lochiel; 5 квітня 1835 — 30 листопада 1905) — британський дипломат і політичний діяч, член Палати громад у 1868—1885 роках. 24-й вождь клану Камеронів (з 1858 року).

## Життєпис
Народився в родині Дональда Камерона, 23-го Лохіла та леді Вере Катерини Луїзи Камерон, уродженої Гобарт.
Він працював на дипломатичній службі і був першим атташе спеціального посольства графа Елґіна в Китаї. Згодом працював у британському посольстві в Берліні.
Після повернення в Англію був мировим суддею Бакінгемшира і заступником лорда-лейтенанта Інвернесса.
На загальних виборах 1868 року Дональд Камерон був обраний депутатом нижньої палати британського парламенту від виборчого округу Інвернесс. Він займав це місце до 1885 року
З 1887 року — лорд-лейтенант Інвернесса.

## Родина
Був одружений з леді Маргарет Елізабет Камерон, уродженою Монтегю-Дуглас-Скотт. У подружжя народилося четверо синів: полковник сер Дональд Волтер Камерон, Евен Чарлз Камерон, капітан Аллан Джордж Камерон та капітан Арчибальд Камерон.